# Bisfenol S
Bisfenol S (BPS) is een organische verbinding uit de groep van bisfenolen. In bisfenol S is de centrale methyleengroep van de bisfenolen vervangen door een sulfonylgroep. De S in de naam verwijst naar het centrale zwavelatoom. Het is een witte tot lichtgele kristallijne vaste stof, die slecht oplosbaar is in water.

## Synthese
Bisfenol S wordt bereid door de reactie van fenol met zwavelzuur. In de reactie ontstaat naast water ook het isomeer 4,2'-sulfonyldifenol:

## Toepassingen
Bisfenol S wordt, net als bisfenol A, gebruikt als monomeer voor verschillende soorten polymeren, waaronder
- polyesters
- polyethersulfon via polymerisatie met 4,4'-dichloordifenylsufon
- epoxyharsen in de vorm van bisfenol S diglycidylether, het condensatieproduct van bisfenol S met epichloorhydrine
- fenolharsen

In vergelijking met polymeren op basis van bisfenol A hebben die op basis van bisfenol S een betere thermische weerstand.
Bisfenol S wordt gebruikt als vervanger van bisfenol A in diverse plastic consumentenartikelen en thermisch papier. Bisfenol A is een gekende endocriene disruptor en is daarom verboden in een aantal toepassingen. Bisfenol S heeft nog geen indeling als gevaarlijke stof volgens de Europese regelgeving en kan dus doorgaan als veilig alternatief voor bisfenol A. Nochtans blijkt uit in-vitroproeven dat bisfenol S zelfs in zeer lage concentraties ook een hormoonverstorende activiteit heeft.
De bromering van bisfenol S levert tetrabroombisfenol S (TBBPS). TBBPS en ethers daarvan zijn vergelijkbaar met tetrabroombisfenol A en diens ethers en worden eveneens als vlamvertragers toegevoegd aan thermoplastische polymeren.